# Julius-Seitner-Hütte
Die Julius-Seitner-Hütte, auch Eisensteinhütte, ist eine Schutzhütte der Kategorie I des Österreichischen Gebirgsvereins des Österreichischen Alpenvereins. Sie liegt auf dem Eisenstein auf 1185 m ü. A. in Türnitz in Niederösterreich.
Die Hütte wurde 1910 erbaut, den Namen gab der langjährige Hüttenwart und Funktionär des ÖGV Julius Seitner, welcher im Traisental viele Wege gekennzeichnet hatte. Bei der Einweihung waren etwa 500 Gäste anwesend. Nach einem Brand 1933 wurde die Hütte 1934 in ihrer heutigen Form wieder aufgebaut 2003 etwas erweitert und von 2020 bis 2022 generalsaniert. Es befinden sich im Schutzhaus acht Betten, 18 Lagerplätze sowie ein Winterraum. Die Hütte ist sowohl im Sommer, als auch im Winter bewirtschaftet.
Mit dem Voralpenweg, dem Traisentaler Rundwanderweg und dem Waldmarkweg dient die Hütte mehreren österreichischen und regionalen Weitwanderwegen als Stützpunkt.